# پشت‌بام‌های تهران
پشت‌بام‌های تهران (به انگلیسی: Rooftops of Tehran) رمانی است نوشته مهبد سراجی که در سال ۲۰۰۹ در آمریکا و به زبان انگلیسی به چاپ رسید.

## داستان
ماجرای این رمان در تابستان سال ۱۹۷۳ در تهران اتفاق می‌افتد و شخصیت اصلی آن، پاشا شاهد، پسر نوجوانی است که بی‌خبر از آنچه که در کشورش دارد اتفاق می‌افتد، سرگرم گذراندن تابستانش است. او عاشق دختری است به نام زری که نامزد پزشک جوانی است به نام رامین معروف به دکتر که فعال سیاسی و مخالف رژیم شاه است. شبی که ساواک به دنبال دکتر است،پاشا به طور غیر عمدی باعث لو رفتن او می شود و دکتر دستگیر میشود و از اینجاست که داستان تغییر میکند... 